# Convento della Penha
Il Convento della Penha (in portoghese Convento da Penha) è una monastero e un santuario della città di Vila Velha in Brasile.

## Storia
L'origine del convento si deve al frate Pedro Palácios, originario di Medina del Rioseco, vicino a Salamanca in Spagna, arrivato in Brasile nel 1558. Qualche anno dopo al suo arrivo, Palácios venne incaricato di costruire un eremo sulla sommità del colle della Penha e ordinò da Lisbona un'immagine della Madonna. Questa diede origine al culto di Nostra Signora della Penha. Il piccolo eremo fu costruito e ampliato gradualmente fino a trasformarsi nel più importante santuario della regione di Vitória.
L'edificio è vincolato dall'IPHAN dal 21 settembre 1943.

## Descrizione
Il convento sorge sulla cima di una rocca a circa 154 metri d'altitudine, in posizione dominante sulle città di Vila Velha e Vitória

## Galleria d'immagini

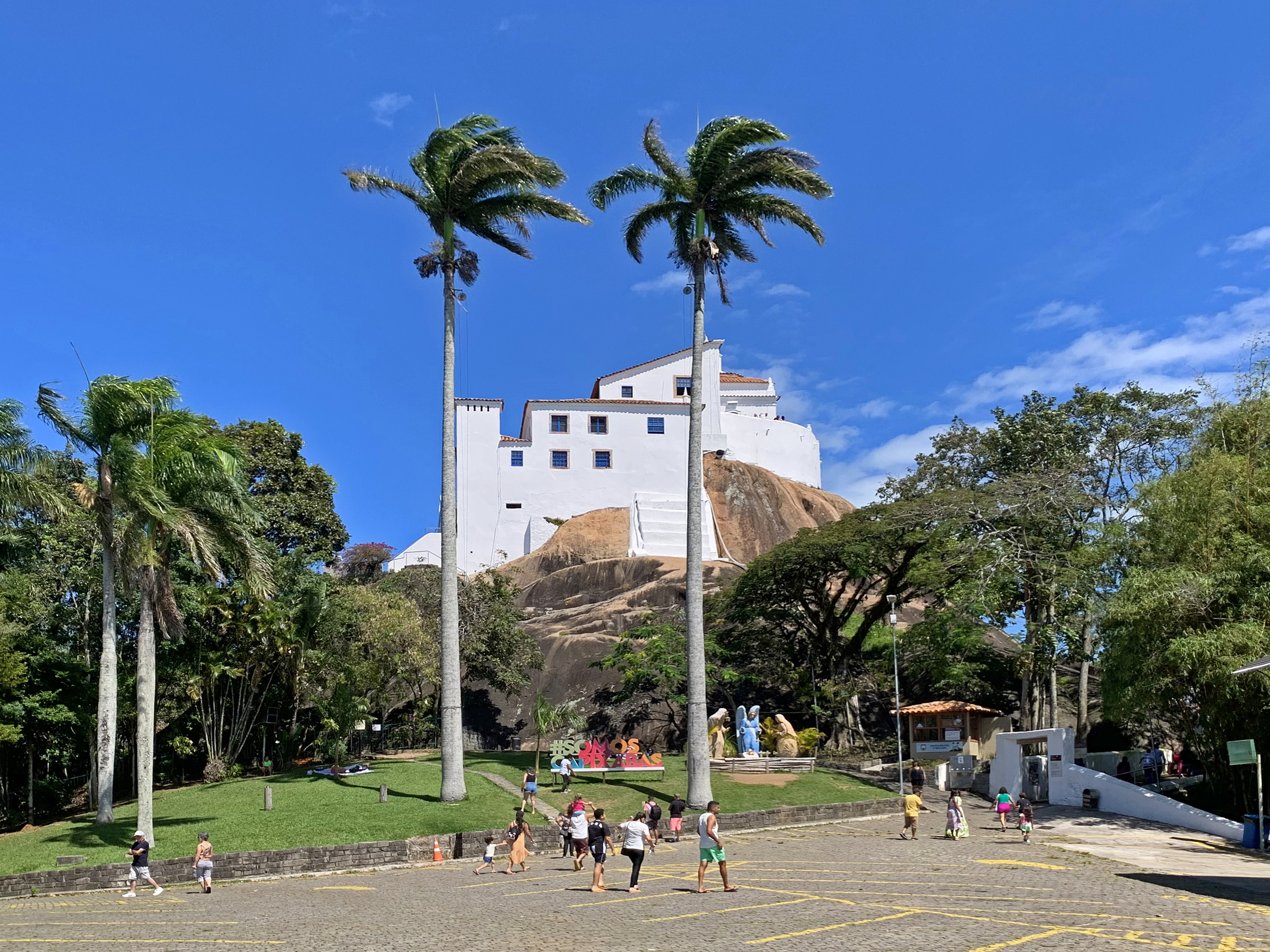
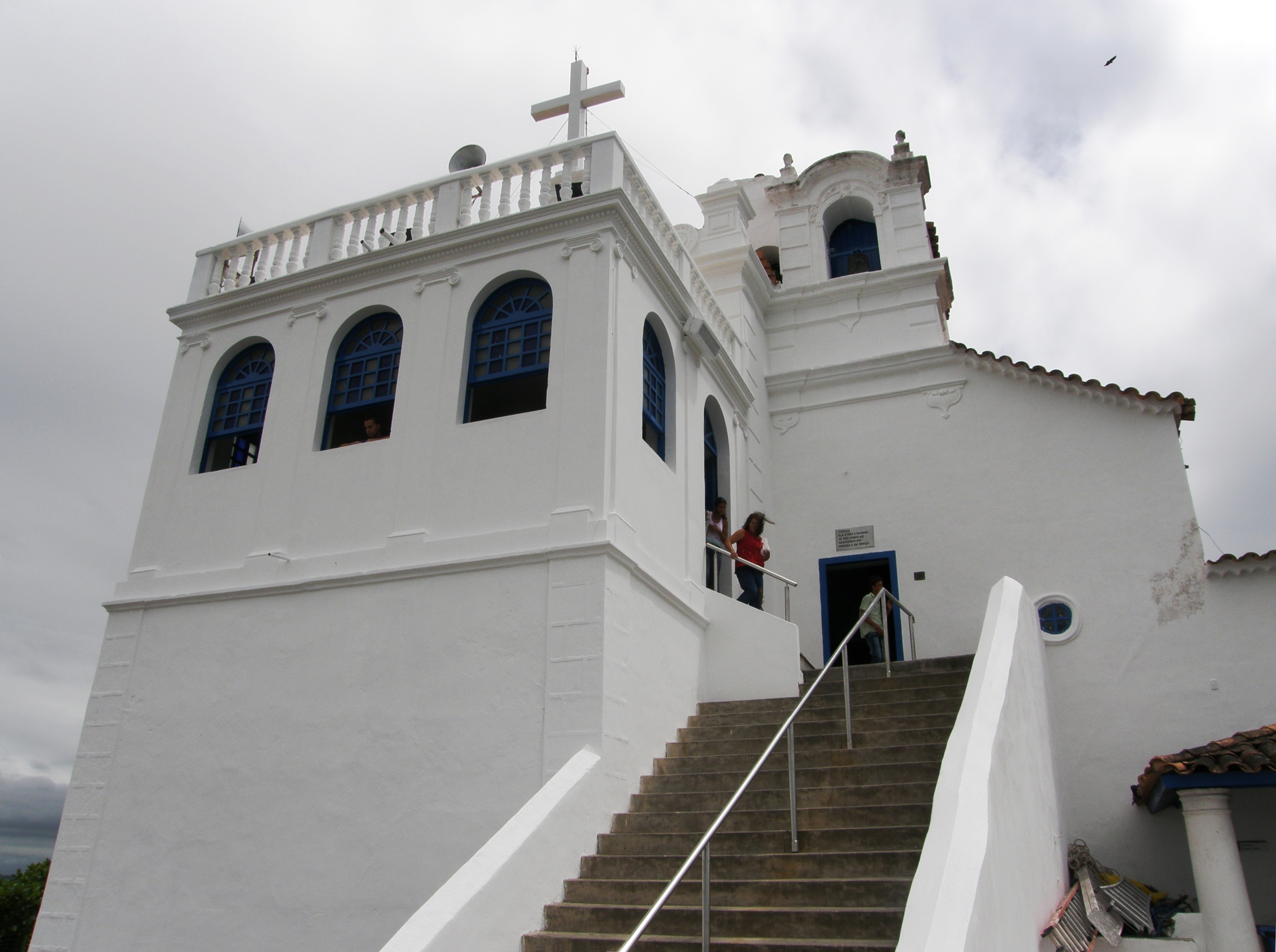
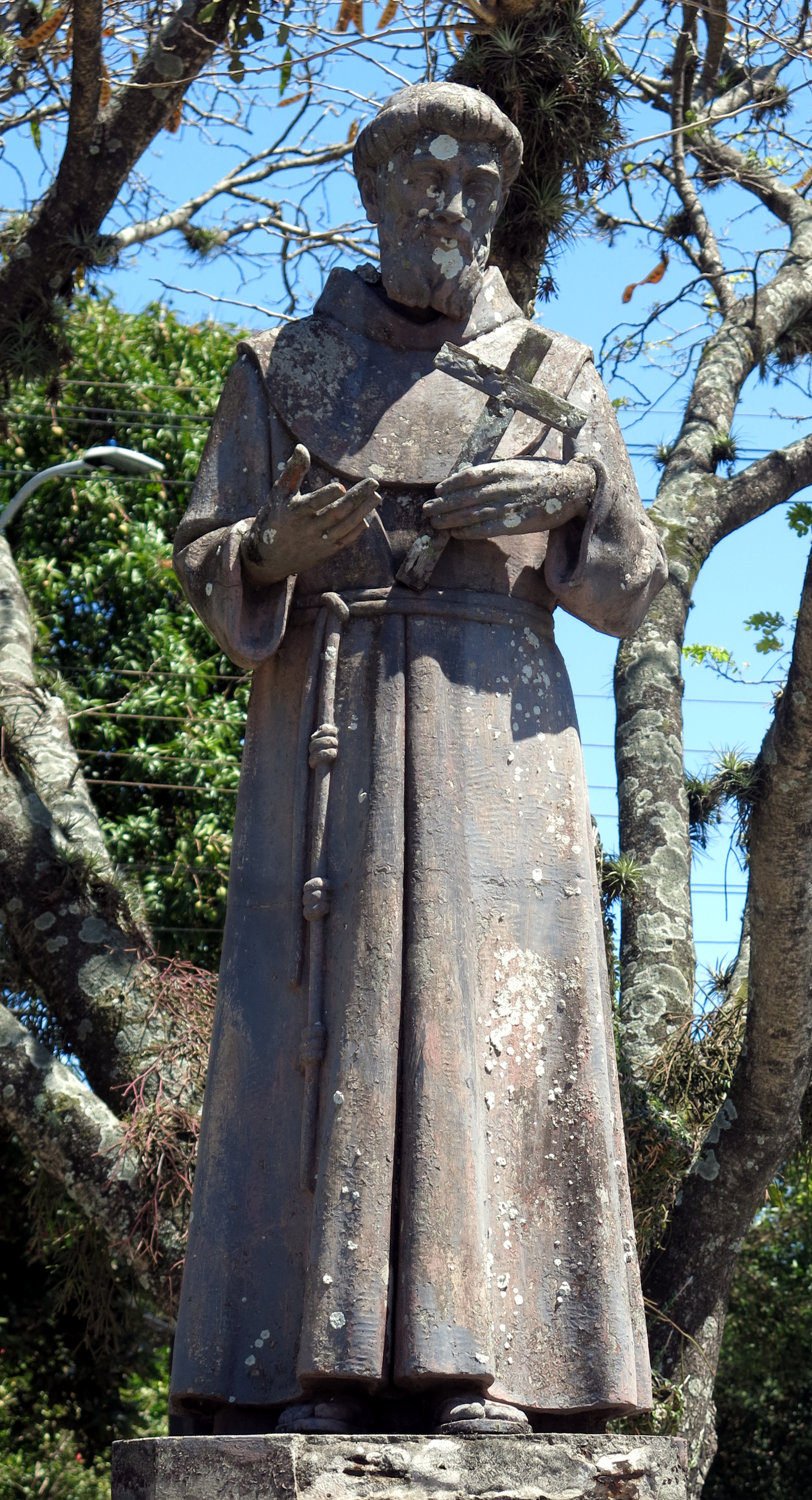